# Никтозавриды
Никтозавриды (лат. Nyctosauridae, «ночные ящеры» или «ящеры-летучие мыши») — семейство специализированных парящих птерозавров из верхнего мела Северной Америки и, возможно, Европы. Название дано в 1889 году Генри Николсоном и Ричардом Лидеккером.

## Описание
Никтозавриды характеризуются отсутствием всех пальцев на передних конечностях, кроме пальца крыла. Передние конечности большинства птерозавров имеют четыре пальца: четвёртый удлинён и поддерживает крыло, а три других, как правило, маленькие, когтистые, используемые при ходьбе или подъёме. Отсутствие функциональных пальцев у данного семейства, возможно, указывает на то, что всё своё время они проводили в полёте, редко опускаясь на землю. Никтозавриды также обладали отчетливо увеличенным выступом для крепления мышц на плечевой кости (дельтопекторальный гребень).
Никтозавриды были ошибочно включены в похожее семейство птеранодонтид (Pteranodontidae), хотя такие исследователи, как Кристофер Беннет и Александр Келлнер пришли к выводу, что они принадлежали к отдельной линии. Сделанные Дэвидом Анвином анализы показали близкое родство между птеранодоном и никтозавром, хоть учёный и использовал название Pteranodontia для обозначения клады, включающей оба рода. Оба мнения были опубликованы до того, как в 2006 году был найден второй неоспоримый представитель семейства никтозаврид — Muzquizopteryx.
Большинство окаменелостей никтозаврид были найдены в пластах, относящихся к концу мелового периода, в западной части США и Мексики. Окаменелости типового вида семейства, Nyctosaurus gracilis, датируются 85—84,5 миллионов лет назад. Muzquizopteryx является самым древним найденным представителем семейства, известным по ископаемым остаткам, начиная с туронско-коньякской границы (89,8 миллионов лет назад), обнаруженных в мексиканском штате Коауила. Однако, фрагмент плечевой кости с отличительным для никтозавров дельтопекторальным гребнем был найден в румынском селе Корнет. Кость была идентифицирована Гаретом Дайком и коллегами в 2010 году как возможно принадлежавшая европейскому раннемеловому никтозавриду.
Шесть форм известны из маастрихта: единичная плечевая кость из Мексики, возможно принадлежавшая никтозавриду, Nyctosaurus lamegoi из Бразилии, и полная первая фаланга с когтем и фрагментом локтевой кости из Иордании. Иорданский образец представляет особый интерес, поскольку это первое свидетельство никтозаврида из Старого Света и новейшее свидетельство находки представителя семейства из верхнего маастрихского яруса. В Марокко недалеко от Хурибги в фосфатном карьере Улед Абдун в маастрихтском ярусе найдены виды Alcione elainus, Barbaridactylus grandis, Simurghia robusta.

## Роды
- †Alcione
- †Barbaridactylus
- †Muzquizopteryx
- †Nyctosaurus
- †Simurghia